# 真的漢子
《真的漢子》（英語：Next Heroes），2011年台灣偶像劇，2011年1月開鏡，2011年10月30日在壹電視綜合台上檔，中視於2011年10月28日首播。由林佑威、賴雅妍、路斯明、王傳一、林可彤、樊光耀、是元介、劉瑞琪、狄鶯、王道等主演。
本劇由香港金牌編劇張華標（溏心風暴、溏心風暴之家好月圓、巾幗梟雄、巾幗梟雄之義海豪情），台灣首席三維製作人曲全立以及擔任杜琪峰電影執行導演、並獲金馬獎的羅永昌合力製作。本部片在中視與壹電視所播出同樣集數之內容並不相同，中視版速度快。台灣OTT平台LiTV 線上影視、myVideo上架播出。

## 故事精神
台灣警察是一直被廣大台灣民眾所看扁並不信任的，在他們心目中台灣警察總是貪生怕死、貪功諉過、貪污舞弊的。民眾極渴望台灣的社會上出現，真正能說真話、實事求是、敢挑戰權貴、勇敢向黑道說不的好警察、真漢子。
無所畏懼 才有正義

## 播出時間

### 首播
| 頻道                            | 所在地 | 播映日期         | 播出時間          | 備註                                                                                                |
| ------------------------------- | ------ | ---------------- | ----------------- | --------------------------------------------------------------------------------------------------- |
| 中視數位台 （數位頻道同步播出） | 臺灣   | 2011年10月28日起 | 每週五22:00       | （第1-4集）播出時間為22:00-23:30 （第5-6集）播出時間為21:30-23:30 （第7-17集）播出時間為22:00-24:00 |
| 壹電視綜合台                    | 臺灣   | 2011年10月30日起 | 每星期日20:00     | |
| Now 101台                       | 香港   | 2012年5月7日起   | 每週一至週五23:00 | |
| ViuTV                           | 香港   | 2017年3月7日起   | 每週一至週五10:00 | |

### 重播
| 頻道                            | 所在地 | 播映日期         | 播出時間                      | 備註                           |
| ------------------------------- | ------ | ---------------- | ----------------------------- | ------------------------------ |
| 中視數位台 （數位頻道同步播出） | 臺灣   | 2011年10月29日起 | 每週六02:30播出               |                                |
| 中視數位台 （數位頻道同步播出） | 臺灣   | 2011年10月29日起 | 每週六13:30播出               |                                |
| 中視HD台                        | 臺灣   | 2012年8月18日起  | 每週六～日05:00、13:00、21:00 | 聯播兩集 8/25起，13:00時段取消 |
| 壹電視綜合台                    | 臺灣   | 2013年2月1日起   | 每週一～五21:00               |                                |
| myVideo                         | 臺灣   | 2021年12月1日起  | 一次性全數上架                |                                |

## 劇情大綱
海翹（賴雅妍）出身富裕家庭，父親海明威（王道）是六間珠寶店的東主。海明威有2個妻子，小老婆張亞美（狄鶯）是喜歡興風作浪的人，幸虧海翹的母親李鐵（劉瑞琪）是一個很有智慧、很有辦法去平息各種家庭問題的人，人稱「鐵媽媽」。
海翹小時候遇上一場大地震，被困在瓦礫之中，幸得一名少年把她救了出來，海翹對這個少年留下極深刻的印象，希望終有一日可以再與他重逢。
多年後，海翹從國外學成歸國，並取得一級榮譽畢業。她不顧父親海明威的反對，毅然與妹妹海漢子（林可彤）投考警校。海翹在警校內認識了教官高倉（路斯明），高倉幹練、疾惡如仇，可以為了正義不惜犧牲自己的前途，更讓海翹驚喜的是，高倉正是當年那個救了自己的少年。
然而，高倉曾經中過槍，身體內留下一顆不能拔除的子彈。子彈不斷釋出鉛毒，正慢慢蠶食他的壽命。高倉當年中槍是他的上司林秋水（樊光耀）間接所害的，秋水是高階警官，性格卑劣，最擅長把下屬的功勞據為己有。
為了伸張正義，高倉率領著海翹、漢子以及梁爽（林佑威）等眾隊員，對內不斷與秋水爆發衝突，對外則悍然無懼挑戰權貴，終於偵破多宗轟動台灣的大案，包括「 連環殺手案」、「啞女被姦案」，在過程裡，海翹與高倉互相扶持，感情與日俱增。
然而，高倉的生命快要走到盡頭，在最後的日子裡，海翹和高倉這對相知相愛的人繼續與罪犯對抗，當中最大的敵人就是高倉多年的好兄弟，新興起的黑道人物「精彩哥」......
其實，精彩哥（王傳一）在黑道中輩份不高，然而因為夠爛、夠狠、夠屌，所以連輩份很高的角頭都不會去招惹他，因為這個人不來招惹你就謝天謝地了......
越夜越美麗，人越快樂越墮落，梁爽與海翹怎樣與罪犯對抗到底......

## 演員陣容

### 主要演員
| 演員   | 角色   | 介紹 | 登場（中視）                                  | 粵語配音 |
| 林佑威 | 梁爽   | 刑事偵查隊隊員。和當靈媒的媽媽「問米婆」相依為命， 自小跟著媽媽就閱人無數，也很懂得鑑貌辨色， 所以他從來不會被人騙倒，反而騙人的點子特別多， 種種鬼主意層出不窮，很多也是別人想也沒想過的。 梁爽最大的缺點，就是愛斤斤計較，付出就一定要有回報， 不過他想也想不到，這種他覺得理所當然，奉為金科玉律的人生至理， 最後會被一個女人徹徹底底的改變...                                                     | align="center"\| 第8-17集                     |          |
| 賴雅妍 | 海翹   | 臺灣警察專科學校學員／刑事警察局第9偵查大隊轄下分隊長。生於小富之家，父親海明威是六間金飾店的東主。 她聰明機智，兼備男性的沉著果斷，女性的心思縝密。 外表雖然柔弱，但天生內心有一團嫉惡如仇的火， 為了幫弱者伸張正義，她可以不顧一切，鍥而不捨，永不言悔。 海翹和高倉的緣分在幼年時期就已結下， 之後的相遇讓她們更加相知相惜，但卻也有更多的困難等著她們...                                           | align="center"\| 第1-17集                     | 柚子蜜   |
| 路斯明 | 高倉   | 臺灣警察專科學校高級教官 /刑事警察局第9偵查大隊轄下前分隊長。為人正義凜然，對打擊罪惡從來不遺餘力，加入警界後戰績彪炳， 十數年的警員生涯，他中了四次槍，他身上傷痕纍纍。 他本來是一名勇猛的幹探，因為得罪了上司被迫退下前線， 成為了警專的教官，也因此再度遇見了海翹， 高倉對海翹的感情也和他堅毅的性格一樣， 選擇永遠站在她的身邊，無論發生任何事情都不離不棄... (中視:第9集過世，壹電視:第13集過世) | align="center"\| 第1-9集 (第10-15,17集在回憶) | 李家傑   |
| 王傳一 | 劉彩   | 刑事警察局偵查隊員(臥底) / 黑道角頭。人稱精彩哥，他混跡江湖只有數載，在黑道輩份不高， 但因為夠爛、夠狠，已然嶄露頭角。有勇之餘，他也有謀略、有膽識， 慢慢在幫派中冒升，成了大哥手下第二把交椅。 由於精彩哥的戰績如此彪炳，他也越來越自我膨脹，狂妄囂張。 他唯我獨尊，曾當著警察的面前揚言： 「半夜十二時之後，台灣就是我管！」。 (中視:第14集死亡)                                                    | align="center"\| 第3-9,11-14集                | 楊啟健   |
| 林可彤 | 海漢子 | 臺灣警察專科學校學員 / 刑事偵查隊隊員。海翹的親妹妹。個性衝動、但敢作敢當。 堅毅特質就像男生一樣，稱為漢子一點也不為過。 漢子外表出眾，但她的性格太剛強，總是讓她吃足苦頭。 和關沖的一段情，有甜蜜過，但更多的是眼淚。 她已經記不起和關沖分分合合多少次， 但每一次總是捨不了、放不下... | align="center"\| 第1-17集                     | 顧詠雪   |
| 樊光耀 | 林秋水 | 刑事偵緝隊第9大隊大隊長。人稱秋水哥。他積極進取、力爭上游， 但破案只是手段，升官發財才是他的終極人生目標； 他自私自利自我，想什?、說什?、做什?都是以「我」為先； 極愛出風頭，在慶功宴上搶麥克峰自吹自擂是常事； 貪功諉過，為了自己的面子，及顯示自己的存在價值， 每每把事情搞砸，是一個成事不足，敗事有餘的庸才。                                                                                     | align="center"\| 第1-17集                     |          |
| 是元介 | 關沖   | 關氏集團少東。出身大富之家，父親為大富商兼立委關濟民。自幼受盡父親寵愛。 關氏集團在台灣舉足輕重，他在黑白兩道都吃得開。 放浪不羈，愛自由、討厭束縛，無視一切規矩甚至法律，我行我素。 他對愛情已經不存有任何憧憬，只視男女關係如遊戲， 女性對他來說只是玩物，而且必然有一個價錢。 然而一旦遇上真愛，他卻是無從抗拒... (中視:第9集被坐30年的牢)                                                         | align="center"\| 第3-9集                      |          |
| 劉瑞琪 | 李鐵   | 連鎖銀樓老闆(海明威妻)。出身自屏東的一個貧窮農戶。 竭力保護自己孩子，誓死捍護整個家庭。 經過歲月的洗禮，李鐵變得人情練達，更有智慧； 遇事沉著，說話不多，但每句說話都像鐵一樣實在而權威。 她對丈夫海明威及兩個女兒海翹、漢子會馴良柔情得如水般， 但對傷害自己家庭的壞人，卻可以強硬得如她的名字「鐵」一般不會軟化半分，所以她是「鐵媽媽」，支撐著整個海家。 (中視:第15集過世)                         | align="center"\| 第1-11,15集 (第17集在回憶)   | 吳小藝   |
| 狄鶯   | 張亞美 | 連鎖銀樓主任(海明威妾)。來自屏東的一個貧窮漁戶，靠爸爸張雷出海捕魚養家。 從小和住她隔壁、比她家還窮的李鐵一家相比，總覺得自己高人一等。 亞美越是看見李鐵家庭幸福，她就越是妒忌， 尤其是眼見明威已經開了六家金行，亞美起了一個歹念， 她要將明威搶過來，更加要染指金行， 未幾亞美更懷了明威的孩子-海東健。這件事令李鐵晴天霹靂， 米已成炊，終於令李鐵無奈地接受亞美成為明威的妾侍...                    | align="center"\| 第1-11,15-17集               |          |
| 王道   | 海明威 | 連鎖銀樓老闆。六間金飾店的東主，生性懦弱， 在亞美的百般挑逗下接受了她，並與她生了一個男孩， 也就是海翹與海漢子同父異母的弟弟海東健。 雖擁有兩個老婆，而且還與她們共居一個屋簷下，卻非常依賴李鐵， 不但將金飾店都交由李鐵管理，對亞美的無理要求， 明威也尊重李鐵的決定，不讓亞美為所欲為。 但明威優柔寡斷的個性，仍然讓這個家庭的風暴越滾越大，直到無法收拾...                                         | align="center"\| 第1-11,15-17集               |          |

### 其它演員
| 演員   | 角色         | 介紹                                                                                               | 登場（中視）      | 粵語配音 |
| 吳政迪 | 高倉（童年） | | 第1,9集           |          |
| 鄭禹瑄 | 海翹(童年)   | | 第1集             |          |
| 狄志杰 | 唐律師       | 關沖的律師                                                                                         | 第7-9集           |          |
| Junior | 海東健       | 海明威、張亞美之子                                                                                 | 第1-11,14-17集    |          |
| 楊力   | 警政署署長   | | 第1-2,5,9集       |          |
| 李志堅 | 警政署副署長 | | 第1,9,13-14集     |          |
| 鍾倫理 | 校長         | 警察學校校長                                                                                       | 第2集             |          |
| 李長安 | 周局長       | 本名周啟良，刑事警察局局長                                                                         | 第7,9-14集        |          |
| 陳翊萱 | 陳玉萍       | 刑事探員                                                                                           | 第3,5-10,16集     |          |
| 楊巧寧 | 鄭嬌         | 海翹同事                                                                                           | 第3集             |          |
| 牛仁鼎 | 何賓         | 跟海翹同組的刑事探員                                                                               | 第5-16集          |          |
| 連納維 | 麥雲峰       | 跟海翹同組的刑事探員                                                                               | 第6-10集          |          |
| ANN    | 林秀美       | 跟海翹同組的刑事探員                                                                               | 第5-10,16集       |          |
| 思荻   | 陳蕙蘭       | 跟海翹同組的刑事探員                                                                               | 第5-14集          |          |
| 王鈞浩 | 許志翔       | 跟海翹同組的刑事探員                                                                               | 第3,5-16集        |          |
| 黃于倩 | 周君宜       | 跟海翹同組的刑事探員                                                                               | 第11-16集         |          |
| 林鴻翔 | 馮隊長       | 警察局隊長                                                                                         | 第2-5集           |          |
| 劉尚恩 | 李隊長       | 警察局隊長                                                                                         | 第2集             |          |
| 葉恩   | 阿昆         | 秋水同事                                                                                           | 第7-8,10-14,17集  |          |
| 丁雄   | 阿榮         | 秋水同事                                                                                           | 第7-8,10-14,17集  |          |
| 國州   | 阿德         | 秋水同事                                                                                           | 第7-8,10-14,17集  |          |
| 大謝   | 劉日輝       | |                   |          |
| 香香   | 娟母         | 唐小娟的母親                                                                                       | 第2集             |          |
| 高子羚 | 唐小娟       | 跳樓女子，被海翹抓住，落下來送醫不治                                                               | 第2集             |          |
| 李全忠 | 歐陽叔       | 關家的管家                                                                                         | 第3-5集           |          |
| 李飛   | 紅蕃         | 精彩手下，第12集被精彩開槍後被救回，但第13集為了救精彩哥而被王德出賣，後被龍坤所殺。(集數為中視版) | 第3-5,7-9,11-13集 |          |
| 李奕霖 | 阿貴         | |                   |          |
| 李漢虎 | 阿甫         | |                   |          |
| 林宏維 | 阿甫         | |                   |          |
| 盧彪   | 白浪         | 精彩老大                                                                                           | 第3-4集           |          |
| 余春輝 | 精彩手下甲   | | 第3-5,7-9,13集    |          |
| 王崇能 | 精彩手下乙   | | 第3-5,7-9,13集    |          |
| 劉克勉 | 謝神寶       | 關沖和小琳強暴案的審判長                                                                           | 第7-9集           |          |
| 林景立 | 咖哩榮       | 白浪的手下，埋海洛英，被警察抓到                                                                   | 第3-4,6集         |          |
| 大牌   | 江平         | 忠偉、心瑤之父，被中槍身亡                                                                         | 第9-10集          |          |
| 馬國畢 | 江忠偉       | 江平的兒子                                                                                         | 第9-11集          |          |
| 蘇雅玲 | 江心瑤       | 江平乾女兒                                                                                         | 第9-10集          |          |
| 黃玉麒 | 波叔         | 連鎖銀樓員工                                                                                       | 第3,15-17集       |          |
| 黃景俐 | MANGO        | 精彩哥前女友，現在龍坤女友                                                                         | 第11,12集         |          |
| 尤瀧澍 | 龍坤         | 毒梟商                                                                                             | 第11-13集         |          |
| 李秋香 | 龍坤母       | | 第11,12集         |          |
| 陳柔軒 | 小紅         | 靈朴子徒弟                                                                                         | 第10集            |          |
| 馬惠珍 | 梁爽母       | 本名胡英蘭，梁爽的母親，得了失憶症                                                                 | 第10-12,17集      |          |
| 林玟誼 | 阿儀         | 精彩哥新女友                                                                                       | 第12-13集         |          |
| 林志豪 | 汪文軒       | | 第14-17集         |          |
| 黃婕菲 | JoJo         | 小敏之母，被傷害                                                                                   | 第1-2集           |          |
| 徐灝翔 | 何強         | 角頭老大                                                                                           | 第1-2集           |          |
| 范益祥 | 小楊         | |                   |          |
| 游喧   | 高護士       | | 第17集            |          |
| 周凱文 |              | |                   |          |

### 客串演員
| 演員   | 角色   | 介紹                                                                   | 登場（中視） | 粵語配音 |
| 陸一龍 | 關濟民 | 關沖之父                                                               | 第3-4,6-9集  |          |
| 夏如芝 | 張小琳 | 啞巴的女孩                                                             | 第6-9集      |          |
| 乾德門 | 張雷   | 張小琳之爸                                                             | 第6-9集      |          |
| 梅芳   | 何寬   | 張小琳之媽                                                             | 第6-9集      |          |
| 范瑞君 | 檢察官 | 張小琳的律師                                                           | 第7-9集      |          |
| 范筱梵 | 靈朴子 | 靈媒嘉義朴子人，本名徐清芳                                             | 第10-11集    |          |
| 溫昇豪 | 喪狗   | 本名黃秋白，與精彩哥、高倉都是警察，隨後變成臥底警察。(中視第11集刺殺) | 第11集       |          |
| 海蓉   | 喪狗母 |                                                                        | 第11-12集    |          |
| 楊千霈 | 黃凌   | 警官，劉彩的至愛，已殉職                                               | 第12集       |          |

## 電視劇歌曲
| 曲別   | 曲名             | 演唱者 | 作詞   | 作曲   |
| ------ | ---------------- | ------ | ------ | ------ |
| 片頭曲 | 不信邪           | 任賢齊 | 陳沒   | 怪獸   |
| 插曲   | 突然好想你       | 五月天 | 陳信宏 | 陳信宏 |
| 插曲   | 笑忘歌           | 五月天 | 陳信宏 | 溫尚翊 |
| 插曲   | 放肆             | 五月天 | 陳信宏 | 溫尚翊 |
| 插曲   | 倔強             | 五月天 | 陳信宏 | 陳信宏 |
| 插曲   | 天使             | 五月天 | 陳信宏 | 溫尚翊 |
| 插曲   | 后青春期的詩     | 五月天 | 陳信宏 | 陳信宏 |
| 插曲   | 你不是真正的快樂 | 五月天 | 陳信宏 | 陳信宏 |
| 插曲   | 噢賣尬           | 五月天 | 陳信宏 | 陳信宏 |
| 插曲   | 如煙             | 五月天 | 陳信宏 | 石錦航 |
| 插曲   | 我又初戀了       | 五月天 | 陳信宏 | 溫尚翊 |
| 插曲   | 我們（時時刻刻） | 五月天 | 陳信宏 | 陳信宏 |
| 插曲   | 寵上天           | 五月天 | 陳信宏 | 陳信宏 |
| 片尾曲 | 不是你的錯       | 丁噹   | 黃婷   | 林邁可 |

## 壹電視版

### 週日晚間首播
| 播映日期       | 集數 | 標題                       |
| -------------- | ---- | -------------------------- |
| 2011年10月30日 | 1    | 邂逅正義的背後             |
| 2011年11月6日  | 2    | 駕馭紀律的唯一理由         |
| 2011年11月13日 | 3    | 警察不是神！               |
| 2011年11月20日 | 4    | 不是我的錯！               |
| 2011年11月27日 | 5    | 老鼠不怕貓，有本事抓到我！ |
| 2011年12月4日  | 6    | 改變的契機                 |
| 2011年12月11日 | 7    | 本性如此？                 |
| 2011年12月18日 | 8    | 瞬間即是永恆               |
| 2011年12月25日 | 9    | 再給我一次機會！           |
| 2012年1月1日   | 10   | 他說的都是假的！           |
| 2012年1月8日   | 11   | 我就是敢！                 |
| 2012年1月15日  | 12   | 將計就計 我就是敢！        |
| 2012年1月29日  | 13   | No Regrets！今生無悔       |
| 2012年2月5日   | 14   | 來自天國的情書             |
| 2012年2月12日  | 15   | 再戀愛一次                 |
| 2012年2月19日  | 16   | 誰才是內鬼？               |
| 2012年2月26日  | 17   | 桃色追緝令                 |
| 2012年3月4日   | 18   | 臥底疑雲                   |
| 2012年3月11日  | 19   | 來不及說再見               |
| 2012年3月18日  | 20   | 還正義一個公道             |
| 2012年3月25日  | 21   | 守護天使                   |
| 2012年4月1日   | 22   | 最後的心願                 |
| 2012年4月8日   | 23   | 惡人先告狀                 |
| 2012年4月15日  | 24   | 人善人欺天不欺             |
| 2012年4月22日  | 25   | 結束，然後開始             |

- 2012年1月22日因為農曆除夕，暫停播出一次。
- 註：本欄標題為壹電視依據該週播出內容所訂定。

## 收視率

### 中視週五晚間首播
| 播映日期       | 集數 | 平均收視 | 收視排名 | 備註                                           |
| -------------- | ---- | -------- | -------- | ---------------------------------------------- |
| 2011年10月28日 | 1    | 0.65     | 4        | 最高分段收視：0.87                             |
| 2011年11月4日  | 2    | 0.61     | 4        |                                                |
| 2011年11月11日 | 3    | 0.63     | 4        | 最高分段收視：1.01                             |
| 2011年11月18日 | 4    | 0.72     | 3        | 最高分段收視：0.80                             |
| 2011年11月25日 | 5    | 0.46     | 4        | 最高分段收視：0.68 今集起播出時間為21:30~23:30 |
| 2011年12月2日  | 6    | 0.55     | 3        |                                                |
| 2011年12月9日  | 7    | 0.48     | 4        | 今集起播出時間為22:00~24:00                    |
| 2011年12月16日 | 8    | 0.55     | 3        |                                                |
| 2011年12月23日 | 9    | 0.47     | 3        |                                                |
| 2011年12月30日 | 10   | 0.51     | 4        |                                                |
| 2012年1月6日   | 11   | 0.50     | 4        |                                                |
| 2012年1月13日  | 12   | 0.60     | 4        |                                                |
| 2012年1月20日  | 13   | 未公布   | -        |                                                |
| 2012年1月27日  | 14   | 0.58     | 4        |                                                |
| 2012年2月3日   | 15   | 0.46     | 4        |                                                |
| 2012年2月10日  | 16   | 0.55     | 4        |                                                |
| 2012年2月17日  | 17   | 0.85     | 4        | 中視版完結。                                   |
| 平均收視       | -    | 0.57     | -        |                                                |

- 同時段節目：台視：《勇士們／前男友》、華視：《拜金女王》、民視：《廉政英雄》、三立：《愛。回來》
- 由AGB尼爾森調查，調查範圍是四歲以上收看電視之觀眾。
- 資料來源：中時娛樂、凱絡媒體週報
- 註1：先前所列之標題為壹電視依據壹電視版當周播出內容所訂定，並無法對應到中視版本，故予以刪除，原列標題請見上列「壹電視版」。
- 註2：由於中視對本劇另有剪輯，與壹電視版本無法對應。

## 拍攝場景
- 高雄市
  - 橋頭糖廠

## 製作團隊
- 編劇：劉小群、李昊、張之彥、吳鎮宇、麥世龍
- 編審：張華標、朱鏡祺、黃偉強
- 資料統籌：何珮中
- 導演：羅永昌、王麗文、劉國豪、劉國輝
- 製作人：曲全立

## 外部連結
- 官方网站－中視（繁體中文）
- 真的漢子的Facebook專頁（繁體中文）
- 真的漢子的新浪微博（繁體中文）

## 作品的變遷
| 中視 周五晚間22:00-0:00 10月28日-11月18日（第1-4集）播出時間為22:00-23:30 11月25日-12月2日（第5-6集）播出時間為21:30-23:30 | 中視 周五晚間22:00-0:00 10月28日-11月18日（第1-4集）播出時間為22:00-23:30 11月25日-12月2日（第5-6集）播出時間為21:30-23:30 | 中視 周五晚間22:00-0:00 10月28日-11月18日（第1-4集）播出時間為22:00-23:30 11月25日-12月2日（第5-6集）播出時間為21:30-23:30 |
| --- | --- | --- |
| | 真的漢子 （2011.10.28 - 2012.02.17）                                                                                       | |
| 珍愛林北 （2011.07.29 - 2011.10.07 ） 烏龍派出所劇場版 （2011.10.14） 100年度電視金鐘獎：頒獎典禮 （2011.10.21）           | 翻糖花園 （2012.02.24 - 2012.06.08）                                                                                       | |
| 壹電視綜合台 週日晚間20:00-21:30                                                                                           | | |
| 拜金女王 （2011.06.28 - 2011.10.23 ）                                                                                      | 真的漢子 （2011.10.30 - 2012.04.22）                                                                                       | 天使的誘惑 （2012.04.29 - 2012.05）                                                                                        |

| 年代MUCH台 星期一至五21:00-22:00 | 年代MUCH台 星期一至五21:00-22:00     | 年代MUCH台 星期一至五21:00-22:00 |
| -------------------------------- | ------------------------------------ | -------------------------------- |
|                                  | 真的漢子 （2013.08.19 - 2013.10.09） |                                  |
| 黃金比例                         | 未定 （2013.10.10 - 2013.）          |                                  |

| 香港 Now 101台 星期一至五23:00-00:00             | 香港 Now 101台 星期一至五23:00-00:00        | 香港 Now 101台 星期一至五23:00-00:00  |
| ------------------------------------------------ | ------------------------------------------- | ------------------------------------- |
|                                                  | 真的漢子 （2012年5月7日 - 2012年6月27日）   |                                       |
| 樹大根深 （2012年3月19日 - 2012年5月4日）        | 嗇薇色聖戰 （2012年6月28日 - 2012年7月5日） |                                       |
| 香港 ViuTV 星期一至五 10:00 - 11:00              |                                             |                                       |
| 愛情悠悠藥草香 （2016年12月29日 - 2017年3月6日） | 真的漢子 （2017年3月7日 - 2017年4月27日）   | 民王 （2017年4月28日 - 2017年5月9日） |